# Видоње
Видоње су насељено место у саставу општине Зажабље, Дубровачко-неретванска жупанија, Република Хрватска.

## Историја
До територијалне реорганизације у Хрватској налазиле су се у саставу старе општине Метковић.

## Становништво
На попису становништва 2011. године, Видоње су имале 1 становника.
| Број становника по пописима | Број становника по пописима | Број становника по пописима | Број становника по пописима | Број становника по пописима | Број становника по пописима | Број становника по пописима | Број становника по пописима | Број становника по пописима | Број становника по пописима | Број становника по пописима | Број становника по пописима | Број становника по пописима | Број становника по пописима | Број становника по пописима | Број становника по пописима |
| --------------------------- | --------------------------- | --------------------------- | --------------------------- | --------------------------- | --------------------------- | --------------------------- | --------------------------- | --------------------------- | --------------------------- | --------------------------- | --------------------------- | --------------------------- | --------------------------- | --------------------------- | --------------------------- |
| 1857                        | 1869                        | 1880                        | 1890                        | 1900                        | 1910                        | 1921                        | 1931                        | 1948                        | 1953                        | 1961                        | 1971                        | 1981                        | 1991                        | 2001                        | 2011                        |
| 518                         | 602                         | 310                         | 361                         | 467                         | 515                         | 826                         | 760                         | 393                         | 320                         | 82                          | 117                         | 8                           | 7                           | 2                           | 1                           |

Напомена: У 1991. смањено издвајањем делова подручја насеља у самостално насеље Млиниште за које и садржи податке у 1857, 1869, 1921. и 1931. У 1991. такође смањено за део подручја насеља који је припојен насељу Метковић (град Метковић), за који и садржи део података у 1857, 1869, 1921. и 1931. У 1857, 1869. и 1921. садржи податке за насеље Баџула и за насеље Мислина у 1857, 1869, 1921. и 1931.

### Попис1991.
На попису становништва 1991. године, насељено место Видоње је имало 7 становника, следећег националног састава:
| Попис 1991.‍ | Попис 1991.‍ | Попис 1991.‍ | Попис 1991.‍ | Попис 1991.‍ |
| ----------- | ----------- | ----------- | ----------- | ----------- |
|             |             |             |             |             |
| Хрвати      | Хрвати      |             | 7           | 100%        |
| укупно: 7   |             |             |             |             |